# کاتانوسینس
کاتانوسینس (به انگلیسی: Katanosins) با فرمول شیمیایی C58H97N15O17 یک ترکیب شیمیایی با شناسه پاب‌کم 440968 است. که جرم مولی آن ۱۲۷۶٫۵۱ گرم بر مول می‌باشد. 